# Danemark aux Jeux olympiques d'hiver de 2026
Le Danemark participera aux Jeux olympiques d'hiver de 2026 à Milan et Cortina d'Ampezzo, en Italie, du 6 au 22 février 2026. Il s'agit de sa seizième participation aux Jeux d'hiver.

## Délégation
| Sport            | Hommes | Femmes | Total |
| ---------------- | ------ | ------ | ----- |
| Curling          | 0      | 5      | 5     |
| Hockey sur glace | 25     | 0      | 25    |
| Ski alpin        | 1      | 1      | 2     |
| Ski de fond      | 1      | 0      | 1     |
| Total            | 27     | 6      | 33    |

## Médaillés
| Sport | Discipline | Athlète(s) | Performance | Date |
| ----- | ---------- | ---------- | ----------- | ---- |
|       |            |            |             |      |

| Sport | Discipline | Athlète(s) | Performance | Date |
| ----- | ---------- | ---------- | ----------- | ---- |
|       |            |            |             |      |

| Sport | Discipline | Athlète(s) | Performance | Date |
| ----- | ---------- | ---------- | ----------- | ---- |
|       |            |            |             |      |

## Résultats
Curling
| Équipe | Épreuve         | Premier tour     | Premier tour     | Premier tour     | Premier tour     | Premier tour     | Premier tour     | Premier tour     | Premier tour     | Premier tour     | Premier tour | Demi-finale      | Finale / MB      | Finale / MB |
| Équipe | Épreuve         | Adversaire Score | Adversaire Score | Adversaire Score | Adversaire Score | Adversaire Score | Adversaire Score | Adversaire Score | Adversaire Score | Adversaire Score | Rang         | Adversaire Score | Adversaire Score | Rang        |
| ------ | --------------- | ---------------- | ---------------- | ---------------- | ---------------- | ---------------- | ---------------- | ---------------- | ---------------- | ---------------- | ------------ | ---------------- | ---------------- | ----------- |
|        | Tournoi féminin |                  |                  |                  |                  |                  |                  |                  |                  |                  |              |                  |                  |             |

### Hockey sur glace
| Compétition      | Phase de groupe  | Phase de groupe  | Phase de groupe  | Phase de groupe  | Phase de groupe | Tour qualificatif | Quart de finale  | Demi-finale      | Finale / MB      | Finale / MB |
| Compétition      | Adversaire Score | Adversaire Score | Adversaire Score | Adversaire Score | Rang            | Adversaire Score  | Adversaire Score | Adversaire Score | Adversaire Score | Rang        |
| ---------------- | ---------------- | ---------------- | ---------------- | ---------------- | --------------- | ----------------- | ---------------- | ---------------- | ---------------- | ----------- |
| Tournoi masculin |                  |                  |                  |                  |                 |                   |                  |                  |                  |             |

### Ski alpin
| Athlète | Épreuve | 1re manche | 1re manche | 2e manche | 2e manche | Total | Total |
| Athlète | Épreuve | Temps      | Rang       | Temps     | Rang      | Temps | Rang  |
| ------- | ------- | ---------- | ---------- | --------- | --------- | ----- | ----- |
|         |         |            |            |           |           |       |       |